# Плотников, Валерий Викторович
Вале́рий Ви́кторович Пло́тников (12 июня 1962, Кашира, СССР) — советский футболист, выступавший на позиции полузащитника.

## Биография
Валерий Плотников родился 12 июня 1962 года в городе Кашире Московской области. Первым клубом футболиста стала команда первой лиги «Искра» Смоленск, дебют за которую состоялся в 1980 году. В общей сложности сыграл за клуб в 56 матчах чемпионата, в которых забил 4 гола.
В сезоне 1983 выступал за команду из высшей лиги ЦСКА (Москва). За это время сыграл 25 матчей в чемпионате, в которых дважды поразил ворота соперника.
Новым клубом футболиста в 1984 году стало каширское «Динамо», в составе которого Плотников провёл 29 матчей и забил 4 мяча. Спустя год сменил команду на «Сокол» Саратов. В сезонах 1986 и 1987 играл за команду высшей лиги «Торпедо» Москва, однако не смог закрепиться в составе, после чего возвращался в команды рангом ниже — сначала в «Сокол», потом в «Ротор».
В 1990 году перешёл в «Днепр» Днепропетровск, однако сыграл в чемпионате одну встречу, после чего перешёл в московский «Локомотив», вместе с которым вышел в высшую лигу.
После распада СССР переехал в Германию, где на протяжении двух лет выступал за любительский клуб «Людвигсбург 07». В 1993 году завершил карьеру игрока.